# Canthon janthinus
Canthon janthinus е вид бръмбар от семейство Листороги бръмбари (Scarabaeidae). Видът не е застрашен от изчезване.

## Разпространение
Разпространен е в Аржентина (Буенос Айрес, Кордоба, Ла Пампа, Рио Негро, Салта, Сан Луис (Аржентина) и Сантяго дел Естеро).